# Stilbopteryx mouldsorum
Stilbopteryx mouldsorum là một loài côn trùng trong họ Myrmeleontidae thuộc bộ Neuroptera. Loài này được Smithers miêu tả năm 1989.